# Teverga
Teverga (em castelhano) ou Teberga (em asturiano) é um concelho (município) da Espanha na província e Principado das Astúrias. Tem 168,86 km² de área e em 2019 tinha 1 572 habitantes (densidade: 9,3 hab./km²).
Anteriormente uma área de mineração, agora sua economia é baseada na agricultura e no turismo emergente. O turismo é baseado na beleza e no interesse histórico da região. O pico Sobia se distingue por suas impressionantes paredes verticais de calcário e seu topo plano. A colegiada de San Pedro, em alto estilo medieval, data entre 1069 e 1076. Pode-se explorar as montanhas e a gruta Huerta de 12 km, a ciclovia Senda del Oso ou um museu da pré-história.[carece de fontes?]

## Demografia
| Variação demográfica do município entre 1991 e 2004 | Variação demográfica do município entre 1991 e 2004 | Variação demográfica do município entre 1991 e 2004 | Variação demográfica do município entre 1991 e 2004 |
| --------------------------------------------------- | --------------------------------------------------- | --------------------------------------------------- | --------------------------------------------------- |
| 1991                                                | 1996                                                | 2001                                                | 2004                                                |
| 2627                                                | 2335                                                | 2111                                                | 2049                                                |

## Património
O Castelo de Alesga localiza-se na povoação de San Salvador de Alesga. Está em ruínas, subsistindo apenas uma pequena parte de uma torre com planta circular e um troço das antigas muralhas.[carece de fontes?]